# Forward Observations Group
Forward Observations Group, abrégé FOG, est un groupe paramilitaire composé de vétérans des forces armées américaines, sans existence légale mais engagé sur plusieurs théâtres d'opérations, principalement pour des missions d'entraînement auprès des forces armées ukrainiennes ou américaines. FOG pratique également la vente de merchandising et d'équipement militaire et communique beaucoup via les réseaux sociaux. Le groupe est créé au début des années 2020 par Derrick Bales, ancien soldat de l'US Army.

## Création et statut
Forward Observations Group est fondé au début des années 2020 sur les réseaux sociaux par Derrick Bales. Le groupe se présente alors comme un collectif de vétérans partageant leur expérience tactique, donnant des conseils d'équipement et vendant du matériel. En 2021, Vice présente FOG comme « une marque populaire de lifestyle militaire », tandis que pour Foreign Policy il s'agit à l'origine « d'une marque lifestyle vendant de l'équipement tactique ».
FOG n'a aucune existence légale et ne possède pas de siège social ni de dirigeant.

## Membres
FOG est composé principalement d'anciens soldats des forces armées des États-Unis qui ont servi dans diverses unités. Son fondateur, Derrick Bales, est un ancien soldat d'infanterie de l'United States Army, ayant servi en Afghanistan. Parmi les autres membres figurent Nathan Colbert, ancien des Special Forces, Daniel Leclair, vétéran de la Delta Force et du Joint Special Operations Command, Brandon Reynolds, sniper des SEAL, ainsi que Jon-Michael Smith, passé par la société militaire privée Constellis Group.

## Activités

### En Ukraine
Les membres de Forward Observations Group sont engagés sur le terrain en Ukraine, au cours de la guerre du Donbass puis de l'invasion russe. Ils tournent notamment de nombreuses vidéos servant à faire la promotion du groupe auprès de son public numérique et établissent des liens avec les combattants locaux. 
Selon Foreign Policy, à partir de février 2022, ils prennent part aux combats pour la défense de l'Ukraine, en tant que volontaires. Un membre de l'unité déclare qu'ils se concentrent sur la fourniture de ressources médicales, d'équipement et d'argent pour les soldats ukrainiens. 
Par la suite, les vétérans servent également de formateurs militaires, en particulier auprès des unités d'élites des forces armées ukrainiennes. Ils entraînent ainsi la 3e brigade d'assaut « Azov », l'Unité Alpha du Service de sécurité d'Ukraine (SBU) mais aussi les forces spéciales de la Direction générale du renseignement du ministère de la Défense (GUR). Les soldats du GUR formés à leurs côtés reçoivent un entraînement spécifique dans les Carpates et sont déployés en Afrique, notamment au Soudan. Leur rôle est de lutter sur le terrain contre le Groupe Wagner, les groupes paramilitaires russes et les forces de soutien rapide (FSR). 

### Avec les forces armées américaines
Forward Observations Group est aussi sous contrat des forces armées américaines pour des missions d'entraînement. Ils utilisent le retour d'expérience des combats en Ukraine pour former les soldats américains aux nouvelles technologies, notamment la guerre électronique, l'emploi et la défense contre les drones suicide (dits « drones FPV », pour first-person view) ainsi que le combat en milieu urbain sans appui.
Selon le United States Marine Corps Forces Special Operations Command (MARSOC), les vétérans de FOG sont notamment en activité sur la base de Fort Bragg et Camp Lejeune, en Caroline du Nord, ainsi qu'à Camp Lemonnier (Djibouti) où ils entraînent également des combattants djiboutiens et somaliens. Les activités de FOG sont comparées à celles de la Task Force 242, une « unité conjointe montée en Irak par le JSOC et la CIA pour encadrer les milices chiites anti Al-Qaïda dans les années 2000 ».

### Vente d'équipement militaire
Forward Observations Group se fait connaître dans le milieu militaire par le large catalogue d'équipement militaire et de merchandising qu'il commercialise. Cela inclut des casques, tee-shirts, mugs et accessoires de personnalisation, parmi lesquels des patchs du GUR ukrainien.

## Controverses
En mai 2021, Derrick Bales se rend en Ukraine et rencontre des militaires des forces armées ukrainiennes engagés dans l'est du pays. Sans participer aux combats, il se rend sur des positions avancées du front à proximité de l'aéroport de Donetsk et rencontre des combattants, dont un ancien membre du régiment Azov, avec qui il prend des photos. Selon Vice, certains soldats seraient des néonazis ou des militants ultranationalistes, ce qui attire des critiques contre Derrick Bales, afro-américain. 

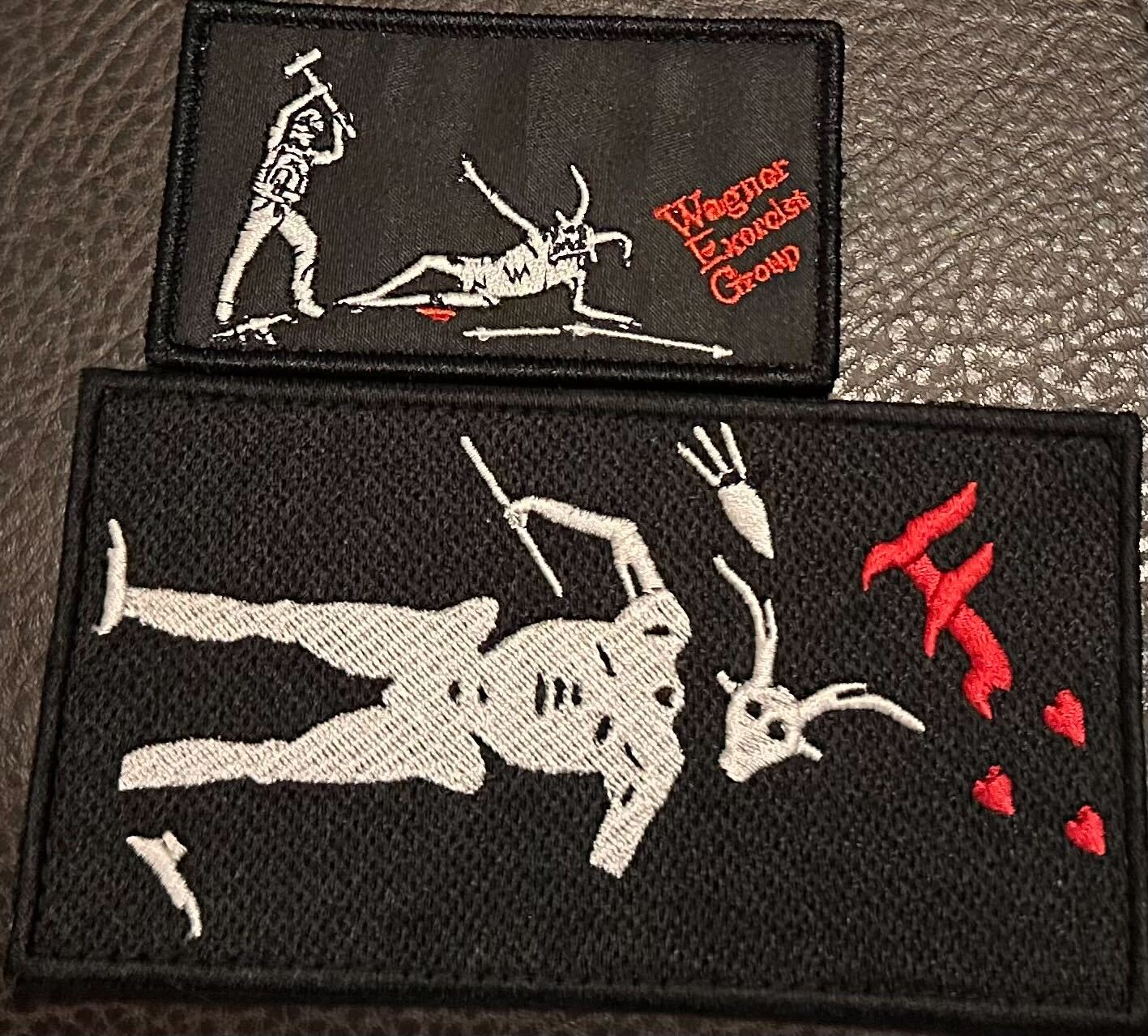
Patches anti-FOG édités par le Groupe Wagner.

En mars 2022, peu après le début de l'invasion russe de l'Ukraine, la Russie accuse sans preuve l'Ukraine de préparer une « attaque avec des armes chimiques contre les civils ukrainiens ». Elle cible « la société militaire privée sous contrat du département de la Défense Forward Observations Group » qui aurait livré en décembre 2021 des produits chimiques. Le Département d'État américain dément ces informations. Foreign Policy fait état de la faible crédibilité des allégations et s'étonne du ciblage de la propagande russe contre Foreign Observations Group. Selon un membre du groupe, leur association passée avec des néonazis présumés aurait fait de FOG une cible de la propagande russe. Le magazine estime que ces accusations serviraient à détourner l'attention de l'usage croissant par la Russie de ses propres sociétés militaires privées, dont le Groupe Wagner, en Ukraine. 
La même année, le Groupe Wagner diffuse des patches de personnalisation et des tee-shirts montrant un soldat frappant à la masse l'un des symboles de FOG, un squelette à cornes, en référence à l'exécution sommaire à la masse de déserteurs et prisonniers du groupe en Syrie et en Ukraine. 